# Konventionstaler

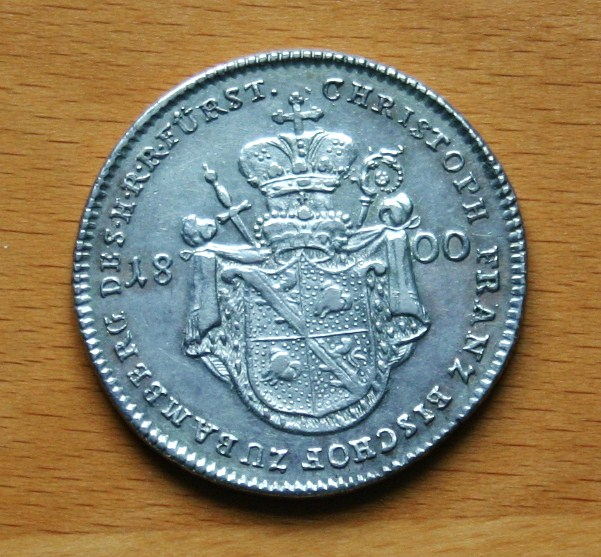
Konventionstaler émise aux armes de Christoph Franz von Buseck, prince-évêque de Bamberg (1800, argent).

Le Konventionstaler (ou Conventionstaler) est une unité monétaire internationale qui prit la forme d'une pièce en argent et qui circula dès 1754 dans de nombreux états du Saint-Empire romain germanique au XVIIIe siècle et jusqu'au milieu du XIXe siècle.
Afin de tenter d'unifier les différents thalers en circulation, un traité monétaire (dénommé Konventionsfuß) est signé entre états souverains, principalement entre la Bavière et l'Autriche, le 20 septembre 1753. Une nouvelle pièce de monnaie est introduite en 1754 qui équivalait à 1/10e du marc de Cologne soit 23,385 g d'argent. Elle fait suite au Reichstaler institué à Leipzig en 1566 et qui valait 1/9e du marc, ce qui équivaut à une réformation.
Pour cette raison, le Konventionstaler porte sur certains de ses flancs la mention X EINE FEINE MARK ou son abréviation XEF MARK (« 10 parties d'un marc d'argent fin »). Institué à la fin du XVe siècle, le marc de Cologne pesait 233,856 g soit, selon l'ancien système des poids en usage dans toute l'Europe du Nord au Moyen Âge, la moitié d'une livre (Pfund).
L'Autriche eut dès 1748 l'idée d'adopter un équivalent au futur Konventionstaler et ce, pour des raisons commerciales et financières : il succéda officiellement au Reichsthaler, la monnaie du Saint-Empire le 7 novembre 1750 où il équivalait à 32 groschen, excepté dans les Pays-Bas autrichiens, où le rixdale en valait 24.
Il a d'abord correspondu à 2 florins mais dans les petits états au sud, il valait deux florins et douze kreuzers : en 1760, le taux a été rabaissé à 2 florins. Peu à peu, il se répand dans le sud de l'Allemagne actuelle et la Saxe.
Après 1815, cette monnaie est adoptée par la Confédération germanique.
En 1838, les États germaniques situés au nord de l'empire d'Autriche, le remplacèrent par le thaler prussien (équivalent à 1/14e de marc de Cologne) à la suite du nouveau traité d'union monétaire de 1837, et de son côté, l'empire d'Autriche en frappa jusqu'en 1857, peu avant l'adoption du Vereinsthaler, tandis que s'imposait le florin austro-hongrois comme unité de compte.

## Source, notes et références
- (de) Cet article est partiellement ou en totalité issu de l’article de Wikipédia en allemand intitulé « Konventionstaler » (voir la liste des auteurs).